# Felipe Calderón
Felipe de Jesús Calderón Hinojosa (Morelia, 18 de agosto de 1962) é um advogado e político mexicano. Foi Presidente do México de 2006 a 2012.
Alguns meses após a sua eleição, decidiu militarizar a luta contra o tráfico de droga. No entanto, esta política conduziu a uma situação descrita como "terrível" do ponto de vista humanitário (mais de 60.000 mortes) causada pela violência desencadeada pelos cartéis e pelas numerosas exacções das forças armadas. Em termos económicos, a dívida externa aumentou mais de 90% sob o mandato de Felipe Calderón e a taxa de pobreza aumentou.

## Biografia
Felipe Calderón Hinojosa nasceu na cidade de Morelia, no estado de Michoacán. O caçula de cinco filhos de Carmen Hinojosa e Luis Calderón Vega. Seu pai foi um dos fundadores do Partido da Ação Nacional e uma importante figura política do México, tendo sido inclusive deputado federal. Calderón sempre manifestou interesse pelas atividades políticas de seu pai. Ainda jovem, distribuía panfletos e anúncios da campanha do PAN.
Após a juventude em Morelia, Calderón mudou-se para a Cidade do México, onde graduou-se em Direito pela "Escuela Libre de Derecho". Posteriormente, recebeu seu diploma de Economia pelo "Instituto Tecnológico Autónomo de México". Em 2000, concluiu sua pós-graduação em Administração pública pela John F. Kennedy School of Government de Harvard.
Seguindo o exemplo de seu pai, Calderón filiou-se ao PAN. Nas reuniões do partido conheceu sua futura esposa, Margarita Zavala, que também integrou o Congresso da União como deputada. O casal tem três filhos: María, Luis Felipe e Juan Pablo. Calderón é católico romano.

## Carreira
Político mexicano conservador, ligado ao Partido da Ação Nacional (PAN) de Vicente Fox, Calderón foi lançado como candidato à presidência do México em 4 de dezembro de 2005, para concorrer nas eleições de 2 de julho de 2006.
Calderón é advogado da Escola Livre de Direito na Cidade do México (1987).  Fez estudos de mestrado em Economia, no Instituto Tecnológico Autónomo de México (ITAM), e em Administração Pública (MPA), pela Escola de Governo John F. Kennedy, da Universidade de Harvard, nos Estados Unidos.
Durante a campanha, seu principal adversário foi o centro-esquerdista Andrés Manuel López Obrador do Partido da Revolução Democrática (PRD). A apuração concedeu vitória apertada de Calderón, mas López Obrador não aceitou o resultado e prometeu contestá-lo judicialmente. Mesmo assim, Calderón foi empossado na presidência em 1 de dezembro de 2006. Ele tem como alvo principal o combate ao tráfico de drogas no México, um de seus maiores problemas.

## Presidência do México

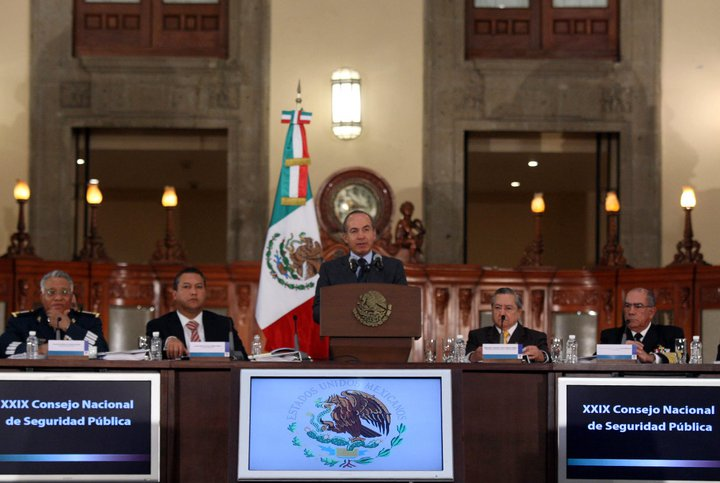
O então Presidente Calderón em discurso perante o Conselho Nacional de Segurança Pública.

Calderón foi o segundo presidente mexicano eleito democraticamente após a hegemonia de 70 anos do PRI no poder. Calderón tecnicamente serviu como o 36º chefe de Estado, contando com o último Imperador mexicano, mas suas reformas moderadas e coalizações foram um marco na história política do país.
A Constituição do México afirma que o Presidente deve ser empossado após o juramento diante da Câmara de Deputados. A oposição do Partido da Revolução Democrática ameaçou não permitir a posse de Calderón como Presidente. Em contrapartida, militantes e políticos do Partido da Ação Nacional permaneceram no saguão principal do Congresso durante três dias antes da cerimônia de posse.
Em 30 de novembro de 2006, Vicente Fox passou a faixa presidencial a Felipe Calderón e fez um pequeno discurso de despedida do mandato, reiterando que "havia se dedicado inteiramente a servir ao México" e que "teve a maior honra em ser o Presidente da República" durante seis anos. Calderón, logo em seguida, afirmou que estaria presente à cerimônia de posse na Câmara de Deputados.
Seu primeiro ato como Presidente-eleito foi nomear os secretários de Governo, Defesa Nacional, Segurança Pública e Marinha. Em 1 de dezembro, em meio aos protestos e sublevações dos deputados opositores, Calderón entrou no Palácio Legislativo San Lázaro e foi empossado Presidente do México, jurando cumprir e fazer cumprir a Constituição. Após uma cerimônia no Auditório Nacional, o Presidente dirigiu-se para o Campo Marte e passou em revista às tropas.
Durante seus primeiros meses de governo, Calderón tomou várias ações, como a introdução do Pacto de Estabilização do Preço da Tortilla e o estabelecimento de teto salarial para os funcionários públicos, descritos como "uma promessa de campanha de incorporar as propostas do candidato rival Andrés Manuel López Obrador".
Calderón criou o maior número de universidades da história mexicana, 96 instituições foram fundadas no total. Também foi o único presidente que garantiu ensino total nas escolas elementares para crianças de 6 a 11 anos de idade. A Procuradoria Social para Vítimas de Violência (Procuraduría Social para Víctimas de la Violencia) foi criada pelo Presidente em 2011. Durante sua administração, mais de 1 000 hospitais foram criados outros 2 000 foram reabertos ou reformados, segundo fontes do governo. Durante o governo de Vicente Fox, 40 milhões de pessoas tinham acesso ao sistema pública de saúde. Os mesmos dados indicam que 100 milhões de pessoas tinham acesso à saúde durante a Presidência de Calderón, devido principalmente à implantação de um sistema universal de saúde.

### Política externa

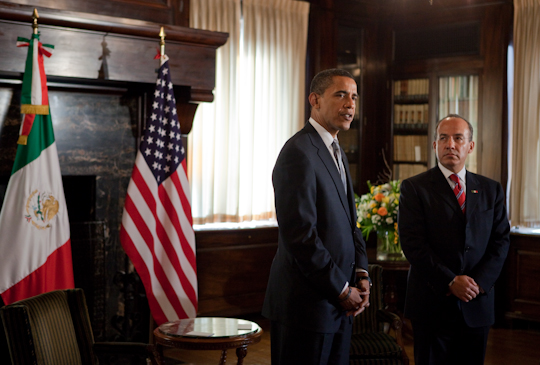
Felipe Calderón recebe o Presidente Barack Obama, 11 de outubro de 2009.

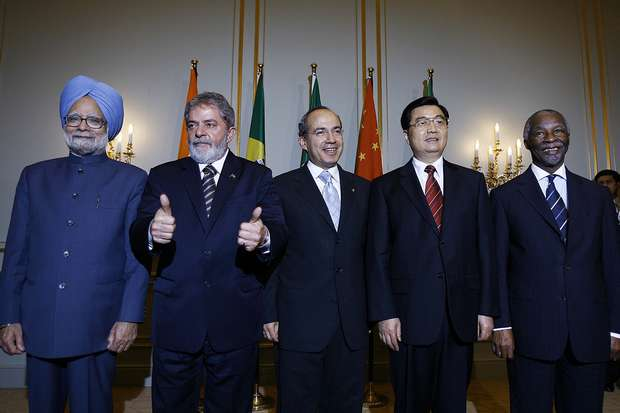
Encontro dos líderes do G5 em Berlim, 3 de junho de 2007. Da esquerda para a direita: Manmohan Singh, Luiz Inácio Lula da Silva, Felipe Calderón, Hu Jintao e Thabo Mbeki.

Os analistas esperavam que Calderón mantivesse a política externa iniciada por Vicente Fox, conhecida como Doutrina Castañeda, abandonando a Doutrina Estrada. Esperava-se também que o presidente buscasse uma mediação com os países latino-americanos de "livre mercado".
Calderón foi um defensor da integração Mesoamericana, que posteriormente fundiu-se com um projeto de infraestrutura similar, o "Plano Puebla-Panamá (PPP)". Calderón expandiu a integração com os países do acordo, incluindo depois a Colômbia e formou um acordo de cooperação contra o crime organizado na região. Certa vez, Jorge G. Castañeda, Secretário de Relações Exteriores do Governo Fox, chegou a sugerir que a liderança de Calderón sobre os países integrantes do acordo deveria "contrapor a liderança de Hugo Chávez na América do Sul". Entretanto, Calderón declarou que "o desafio do PPP era fomentar práticas democráticas com sólida fundação na região".
Outro ponto importante foi a proposta "Iniciativa Mérida", uma cooperação de segurança com os Estados Unidos e países da América Central visando combater o tráfico de drogas e crimes internacionais.
Calderón fez da reforma da imigração uma de suas maiores metas de governo. Em 2008, o Congresso da União aprovou uma lei descriminalizando a imigração sem documentos no México. O Presidente expressou publicamente suas expectativas de que algo parecido fosse feito em relação aos mexicanos ilegais nos Estados Unidos. Além disso, desaprovou a construção de uma muralha na fronteira dos dois países como medida de segurança por parte do governo norte-americano.
Calderón também teve destaque na política ambiental. Durante sua participação na COP 15, em 2009, Calderón recebeu o Prêmio da Organização Global de Legisladores por sua liderança e proteção do meio ambiente; o prêmio foi entregue pelo Primeiro-ministro britânico Gordon Brown. Na COP 16, o México propôs a criação de um mecanismo internacional de cooperação contra as mudanças climáticas, o Fundo Verde. Pelos esforços do Presidente, o México tornou-se o primeiro país a aprovar uma legislação sobre mudanças climáticas.

### Política de segurança
Apesar de impor o teto salarial aos funcionários públicos, Calderón aprovou o aumento de salário do contingente da Polícia Federal e das Forças Armadas, em seu primeiro ato presidencial.
Logo ao assumir o governo, Calderón também anunciou investidas massivas contra os cartéis de drogas do interior do país, em resposta às taxas crescentes de mortes por envolvimento com narcotráfico em seu estado natal, Michoacán. A decisão de intensificar o combate ao narcotráfico desenrolou um conflito entre as forças federais e os poderes paralelos. Em janeiro de 2007, o líder de um dos maiores cartéis de drogas do país foi capturado pelas forças do governo. O Exército Mexicano em cooperação com a Polícia Federal localizaram Pedro Diaz Parada, cujo cartel operava em todo o sul do país.
O governo mexicano também realizou operações militares em várias cidades do país, principalmente em Tijuana e Ciudad Juárez. Nestas, o Exército ordenou a rendição e afastamento dos policiais suspeitos de envolvimento com narcotráfico. Outros estados também receberam estas operações, como Michoacán, Tamaulipas, Tabasco, e Guerrero.
Em entrevista para o Financial Times, Calderón afirmou que "recebeu resultados encorajadores. No estado de Michoacán, por exemplo, a taxa de homicídios havia caído mais de 40% em seis meses". O Presidente também reforçou que "o apoio da população nas regiões" também era "muito importante".
Ao fim do mandato de Calderón, as suas medidas contra o tráfico de drogas foram consideradas relevantes. Contudo, a violência gerada pelo tráfico permaneceu em altas taxas nas regiões de fronteira, como Ciudad Juárez, Tijuana e Matamoros. Alguns analistas, como o embaixador americano Carlos Pascual contestou o governo dizendo que o aumento nas taxas de violência seriam "decorrência das medidas de Calderón". Além disso, o México permaneceu entre os países com mais altas taxas de homicídios do mundo, em dados de 2011. No ano anterior, 2010, mais de 15 000 cidadãos mexicanos perderam a vida por conta do narcotráfico em todo o país.
O seu governo foi o primeiro no mundo a utilizar o software espião israelita Pegasus, que foi utilizado para espionar opositores políticos e jornalistas. Mais tarde foi espiado pelo governo de Enrique Peña Nieto utilizando este software.
Genaro Garcia Luna, Ministro da Segurança Pública de 2006 a 2012, está a ser julgado nos Estados Unidos em 2020 por proteger o cartel de Sinaloa em troca de subornos no valor de milhões de euros. O Departamento de Justiça dos EUA acredita que "graças ao seu apoio, a organização [Sinaloa] manteve as suas actividades sem intervenção significativa das autoridades". O apoio do Presidente Calderón ao seu ministro tinha sido altamente controverso durante o seu mandato.

## Pós-Presidência
Voltou a integrar o conselho de administração da empresa espanhola Iberdrola (especializada na exploração de gás), cujos interesses tinha privilegiado durante a sua presidência.
Em 2017, Calderón comparou Donald Trump com Hitler pela crueldade que o presidente americano estava fazendo na época da construção do muro na fronteira mexicana.
Em Novembro de 2018, durante o julgamento do mafioso mexicano Joaquín Guzmán, foi acusado pelo advogado deste último, bem como pelo seu sucessor como presidente Enrique Peña Nieto, de ter recebido milhões de dólares do cartel de drogas Sinaola durante o seu mandato. Todos os arguidos negam firmemente.

## Imagem pública
De acordo com uma pesquisa do Grupo Reforma realizada em fevereiro de 2007, a taxa de aprovação do governo Calderón era de 58%. Na mesma pesquisa, os mexicanos entrevistados deram notas entre 6.6 e 10 para o governo do então Presidente. Sua melhor colocação nas pesquisas ocorreu nos temas relacionados à saúde e segurança (cerca de 60% de aprovação) e a pior colocação se deu em temas de política externa e interna (cerca de 33% de aprovação).
Uma pesquisa pelo Ipsos-Bimsa realizada também em 2007 coloca Calderón com aprovação de 57%. No ano seguinte, a taxa de aprovação subiu para 64%.
Já no fim do mandato de Calderón, o Grupo Reforma realizou novamente uma pesquisa de opinião. O Presidente adquiriu 66% de aprovação por parte dos entrevistados referente ao período entre 22 e 26 de março de 2012.

## Prêmios, ordens e reconhecimento
- Ordem do Quetzal (2011)
- Ordem do Banho (2009)[40][41]
- Ordem de Isabel a Católica (2008)[42]
- Ordem de José Matías Delgado (2008)
- Ordem do Elefante (2008)
- Ordem do Cruzeiro do Sul (2007)[43]
- Ordem do Mérito do Chile (2007)[44]
- Ordem de Belize